# Аноліс водяний
Аноліс водяний (Anolis vermiculatus) — представник роду анолісів з родини анолісових. Інша назва «деревний аноліс».

## Опис
Загальна довжина сягає до 40 см, з яких більше половини складає хвіст. Голова й тулуб витягнуті. Голова коричнева в обох статей, в той час як основне забарвлення темно-зеленого кольору у самців або коричневе у самців. Може бути вкрито поперечними смугами із дрібних точок. Задня третина хвоста і боків хвіст прикрашений 2 світлими смугами. Є невеликий горловий мішок. 

## Спосіб життя
Полюбляє дощовий ліс, селиться у безпосередній близькості від водойм. Більшу частину життя проводить на деревах. Добре плаває й пірнає. Може під водою проводити до 25 хвилин. Харчується членистоногими та їх личинки. 
Це яйцекладні ящірки. Самиця відкладає 2 яйця у щілину. Через 70 днів з'являються молоді аноліси.

## Розповсюдження
Це ендемік острова Куби. Мешкає здебільшого у провінції Пінар-Ріо.